# Primordialismo
Primordialismo é a ideia de que as nações ou identidades étnicas são fixas, naturais e antigas. Os primordialistas argumentam que os indivíduos têm uma única identidade étnica que não está sujeita a mudanças e que é exógena aos processos históricos. Enquanto as suposições primordialistas são comuns na sociedade e feitas implicitamente em muitas pesquisas acadêmicas, o primordialismo é amplamente rejeitado por estudiosos do nacionalismo e da etnicidade, já que os indivíduos podem ter múltiplas identidades étnicas que são mutáveis e socialmente construídas.
O primordialismo pode ser traçado filosoficamente até as idéias do romantismo alemão, particularmente nas obras de Johann Gottlieb Fichte e Johann Gottfried Herder. Para Herder, a nação era sinônimo de grupo linguístico. No pensamento de Herder, a linguagem era sinônimo de pensamento e, como cada linguagem era aprendida em comunidade, cada comunidade deveria pensar de maneira diferente. Isso também sugere que a comunidade teria uma natureza fixa ao longo do tempo.
O primordialismo encontrou enormes críticas após a Segunda Guerra Mundial, com muitos estudiosos do nacionalismo passando a tratar a nação como uma comunidade construída pelas tecnologias e políticas da modernidade (ver modernismo).
O primordialismo, em relação à etnicidade, argumenta que “grupos étnicos e nacionalidades existem porque existem tradições de crença e ação em relação a objetos primordiais como fatores biológicos e principalmente a localização territorial”.
Esse argumento se baseia em um conceito de parentesco, em que os membros de uma etnia sentem que compartilham características, origens ou, às vezes, até mesmo um parentesco consanguíneo (ver consanguinidade). Visto através dos Igbos da Nigéria, seguindo o que consideravam ser sua origem como descendentes de judeus.
Embora reconheça que "o primordialismo, reconhecidamente, tem suas próprias falhas e problemas", bem como todas as tradições conceituais e teóricas nas ciências sociais, o cientista político Khalil F. Osman argumenta que: "o primordialismo, como uma abordagem que enfatiza o funcionamento de as lealdades e solidariedades subnacionais operantes na consciência coletiva das comunidades, ainda são capazes de fornecer uma ferramenta epistemológica e conceitual, informando e abrindo um espaço único de investigação e de ação social e política".